# Allopachria guidettii
Allopachria guidettii är en skalbaggsart som beskrevs av Wewalka 2000. Allopachria guidettii ingår i släktet Allopachria och familjen dykare. Inga underarter finns listade i Catalogue of Life.